# Palais Chotek
Le palais Chotek est un palais néo-Renaissance de Vienne situé dans le quartier Alsergrund. 

## Histoire
Le palais a été construit entre 1871 et 1874 par Lothar Abel pour Otto Graf Chotek (1816–1898). Il a été conçu comme un bâtiment allongé, d'un étage, strictement historique dans le style de la Nouvelle Renaissance de Vienne. Le palais a ensuite été agrandi, et à partir de 1891 loué à la société Friedrich Otto Schmidt, Atelier de meubles anciens, qui l'a acquis en 1904 comme siège permanent. L'entreprise était l'un des principaux créateurs de meubles des débuts et a travaillé avec de nombreux artistes bien connus, dont Adolf Loos. En 1945, le palais fut gravement endommagé, mais restauré les années suivantes. 

## Littérature
- Georg Dehio (Gre.), Wolfgang von Czerny (arr.): Dehio Vienne, II à IX. et XX. District (Les monuments d'art d'Autriche). Verlag Anton Schroll, Vienne 1993, p. 434,  (ISBN 3-7031-0680-8).

## Liens web
- Palais Chotek
- Site Web de la société Friedrich Otto Schmidt

## Source de traduction
- (de) Cet article est partiellement ou en totalité issu de l’article de Wikipédia en allemand intitulé « Palais Chotek » (voir la liste des auteurs).